# Sandby kyrka
För andra betydelser, se Sandby kyrka (olika betydelser).
Sandby kyrka är en kyrkobyggnad i Sandby socken i Mörbylånga kommun på Öland som tillhör Norra Möckleby, Sandby och Gårdby församling i Växjö stift.

## Kyrkobyggnaden
Under sin rundresa på Öland 1634   tecknade Johannes Haquini Rhezelius  av kyrkor, borgar och runstenar m m. Från denna resa utgav han Monumenta runica och skrev dagbok.  Det är tack vare hans enkla teckningar vi kan få en inblick i samtliga öländska kyrkors medeltida arkitektur. Sandby kyrka var enligt Rhezelius teckning en klövsadelkyrka  med torn i väster och öster.
Grundmurarna finns under nuvarande kyrkans golv
1782   byggdes medeltidskyrkan i Sandby om. Det innebar att valven raserades och övre delen av östtornet togs bort. Denna ombyggnad blev tydligen inte så lyckad. Redan  1832  togs frågan om byggandet av en helt ny kyrka upp gemensam med Gårdby församling men visade sig inte vara så enkelt att genomföra. Förslaget avvisades till slut av Kunglig Majestät   1858 .
1860  påbörjade byggmästare Peter Isberg arbetet med uppförandet av den nya kyrkan. Isberg hade själv gjort ritningarna, som bearbetats av   Johan Fredrik Åbom  vid Överintendentsämbetet.  Kyrkan stod färdig  1863 . Kyrkobyggnaden fick ett tidsenlig stil präglad av nyklassicism. Den består av rektangulärt långhus med kyrktorn i väster, tresidigt avslutat kor i öster samt sakristia i norr. Tornet försågs med en lanternin som kröns av en hög spira med kors. 

## Inventarier
- Dopfunten i huggen gotländsk sandsten härstammar från 1200-talets första hälft.

- Altartavlan målades 1892 av Gustaf Lundqvist och har motivet: "Låten barnen komma till mig". Han var präst men målade även altartavlor.

- Altaruppställning  med två stora golvljusstakar på vardera sida tillkom 1898. Uppställningens sidostycken är utsmyckad med kransornament. Överstycket är prytt med en treenighetssymbol varur utgår solstrålar omslutet av änglahuvuden.

- Halvrund altarring,öppen i mitten försedd med förgyllda symboler för tron (kors) ,hoppet (ankare) och kärleken (hjärta).

- Den äldre altartavlan målades 1794 av Jonas Berggren.  och finns uppsatt på sydväggen. Dess motiv är ""Jesu bön i örtagården".

- Predikstolen med uppgång från sakristian är tillverkad av Jonas Berggren 1794.

- Primklocka vid dörren till sakristian.

- Ljusbärare i form av ett ljusträd i smide.

- Orgelläktaren är samtida med kyrkan medan den öppna bänkinredningen tillkom 1961.

- Votivskepp tillverkat och skänkt till kyrkan under 1800-talets senare del av f d sjömannen och bonden Anders Andersson.[3]

## Bildgalleri

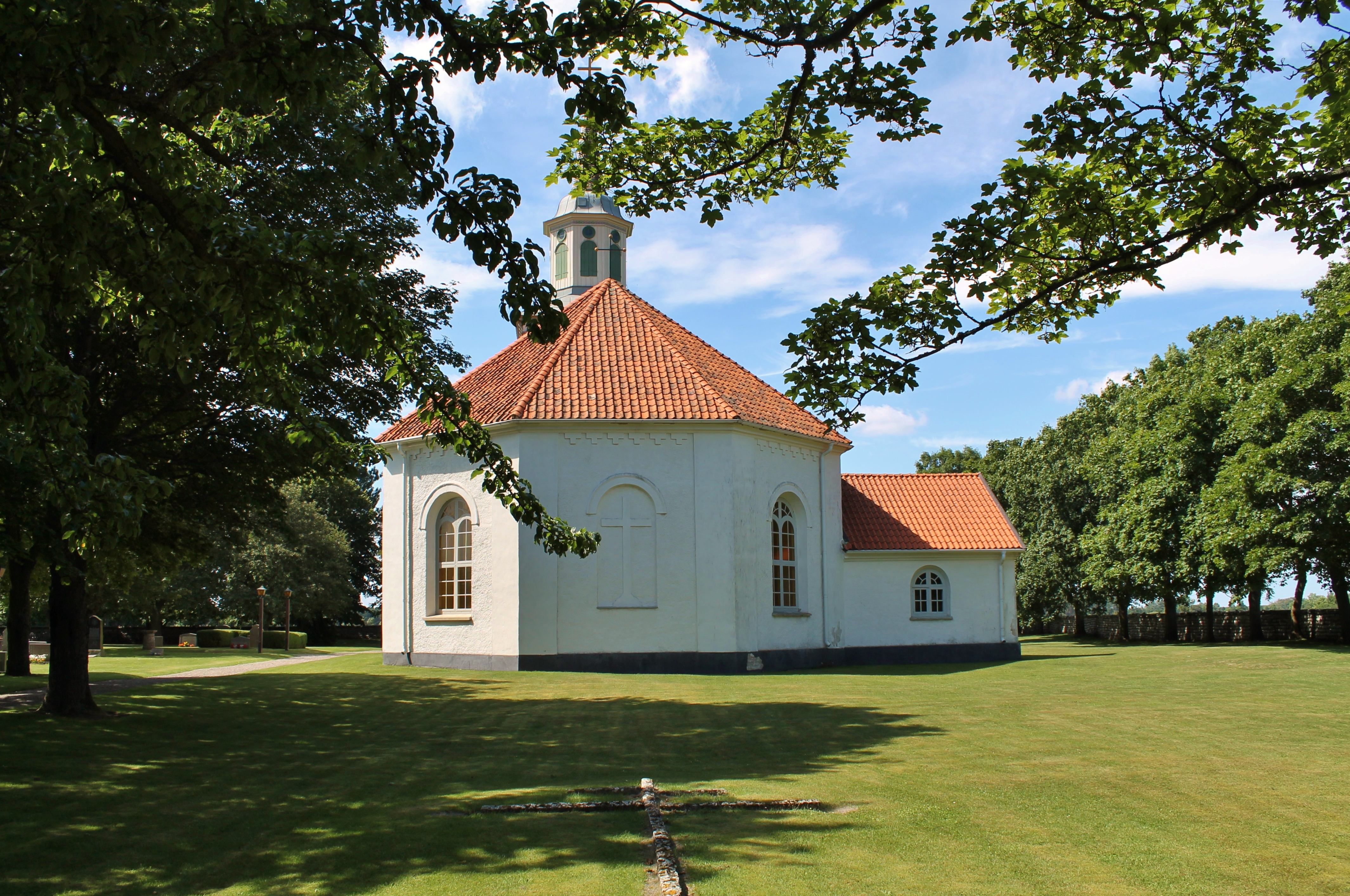
Exteriör från öster med patriarkkorset
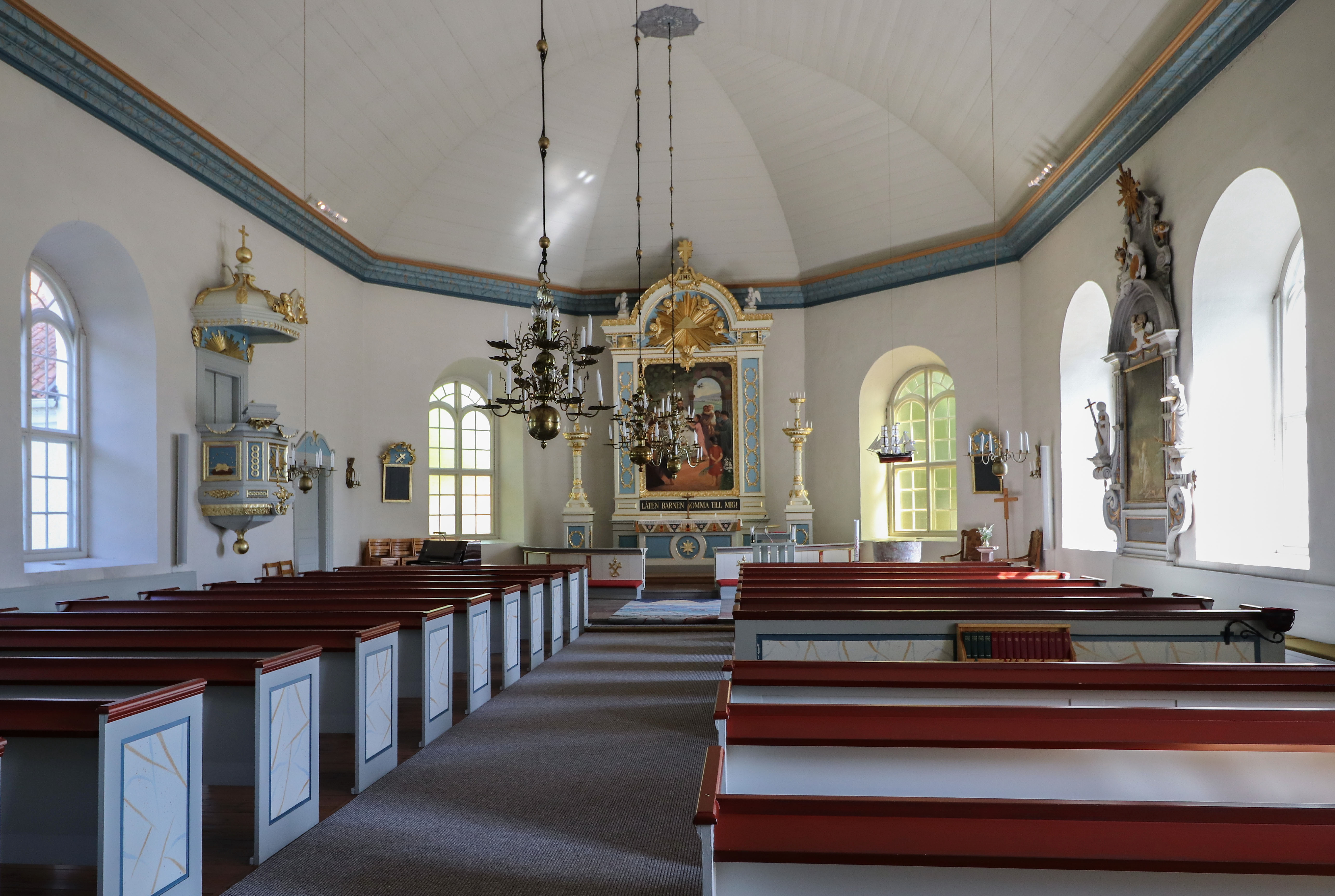
Interiör mot öster.
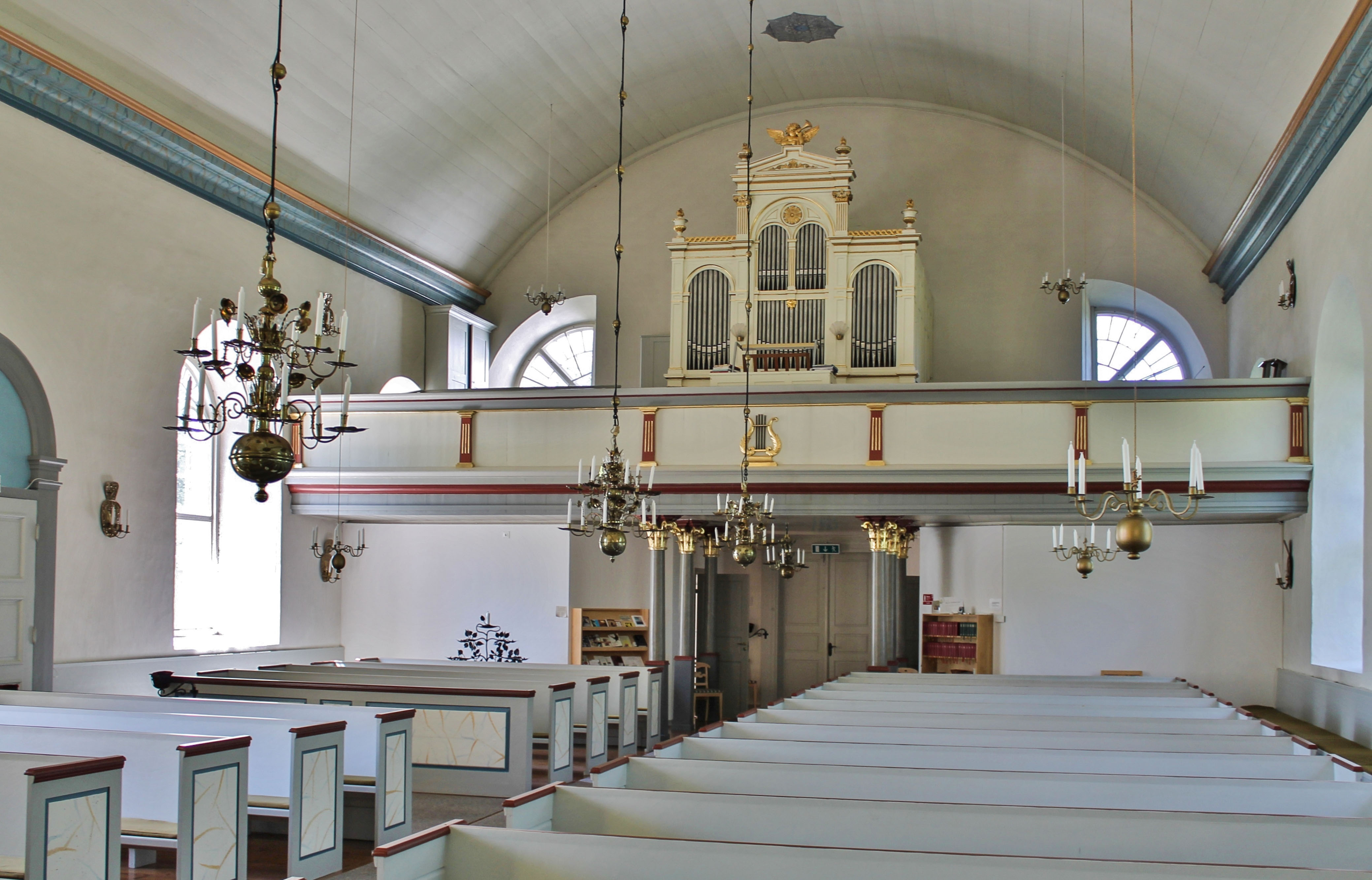
Interiör mot väster.
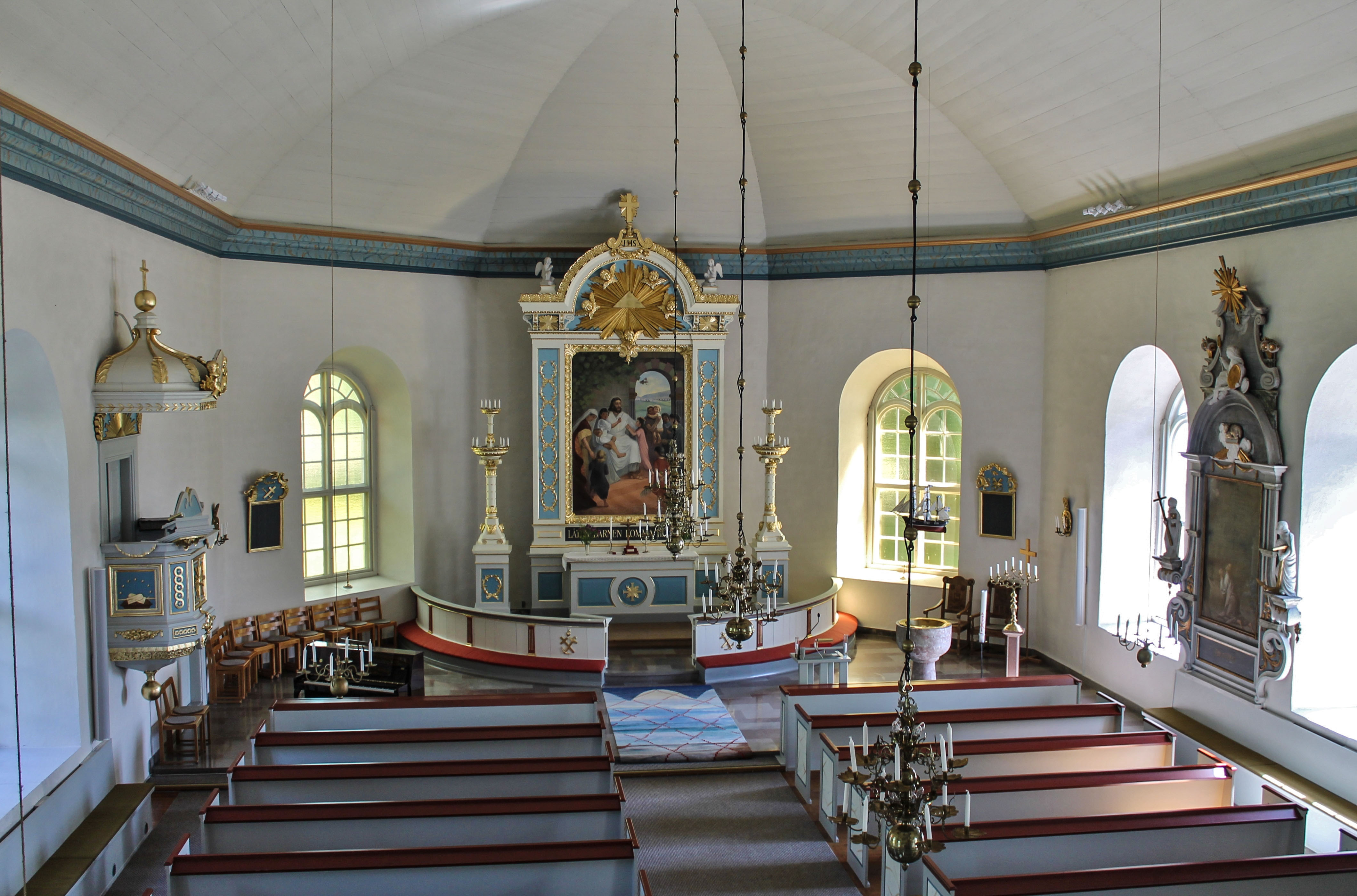
Kyrkorummet från orgelläktaren
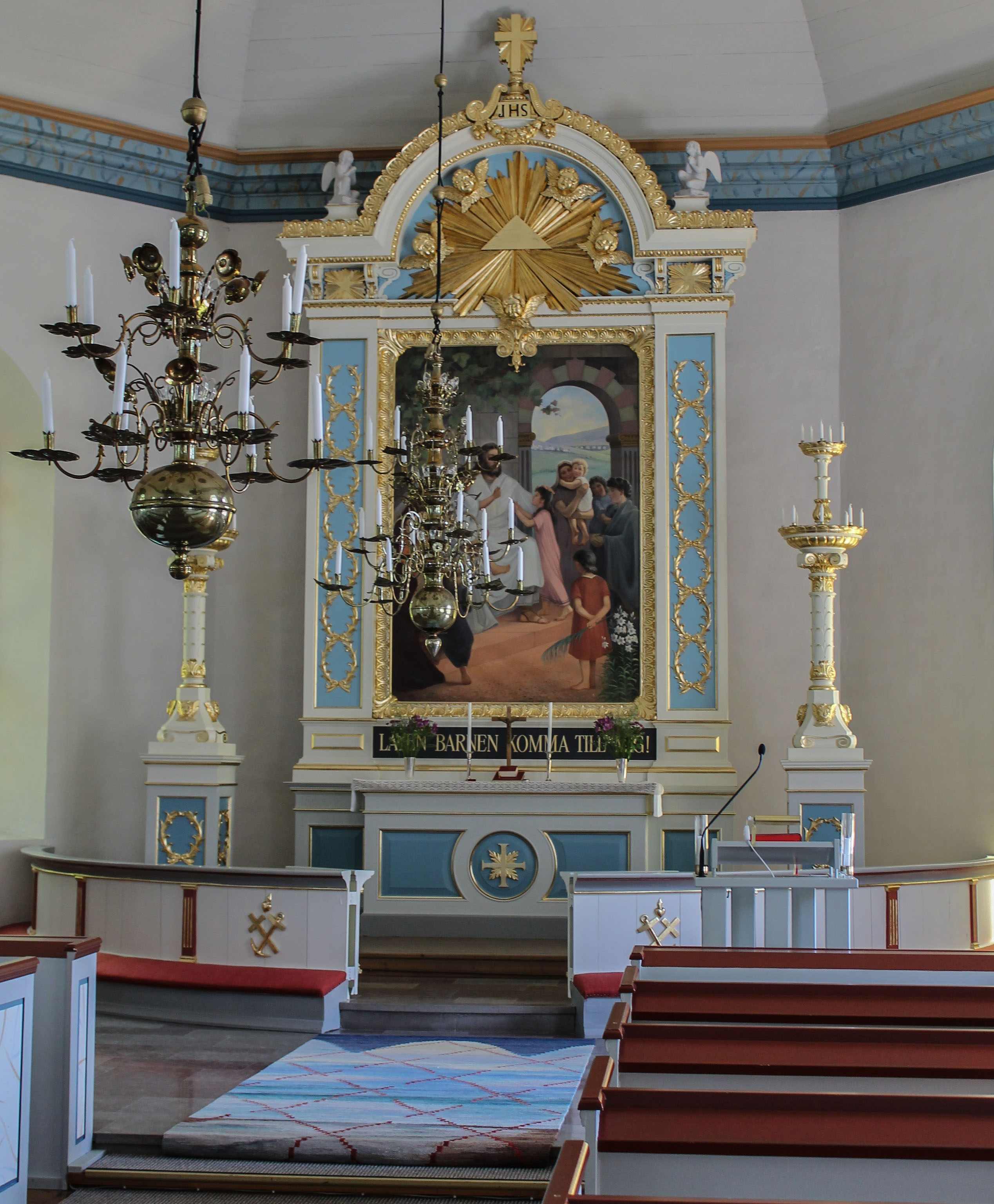
Koret
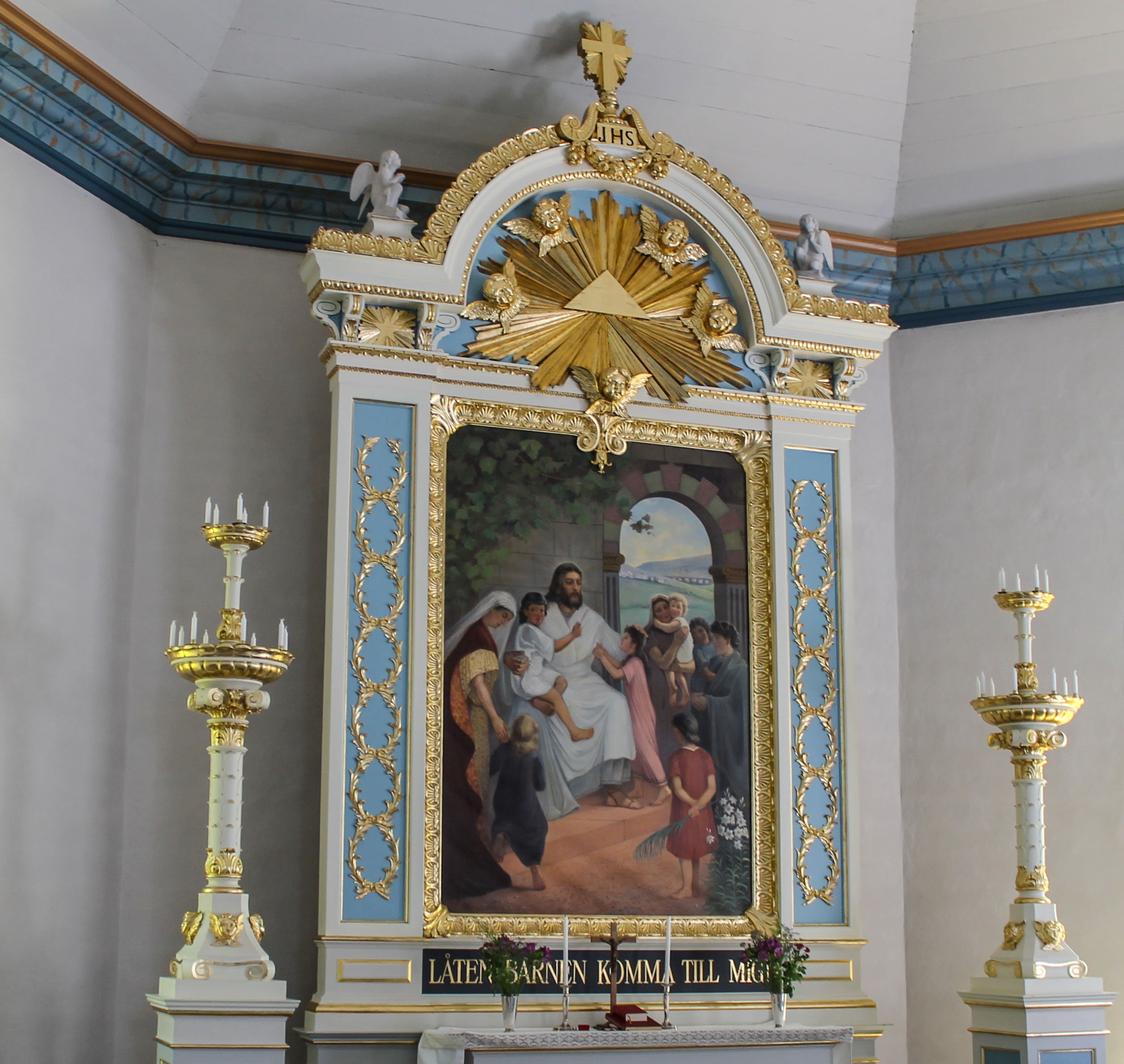
Altartavlan med motivet "Låten barnen komma till mig".
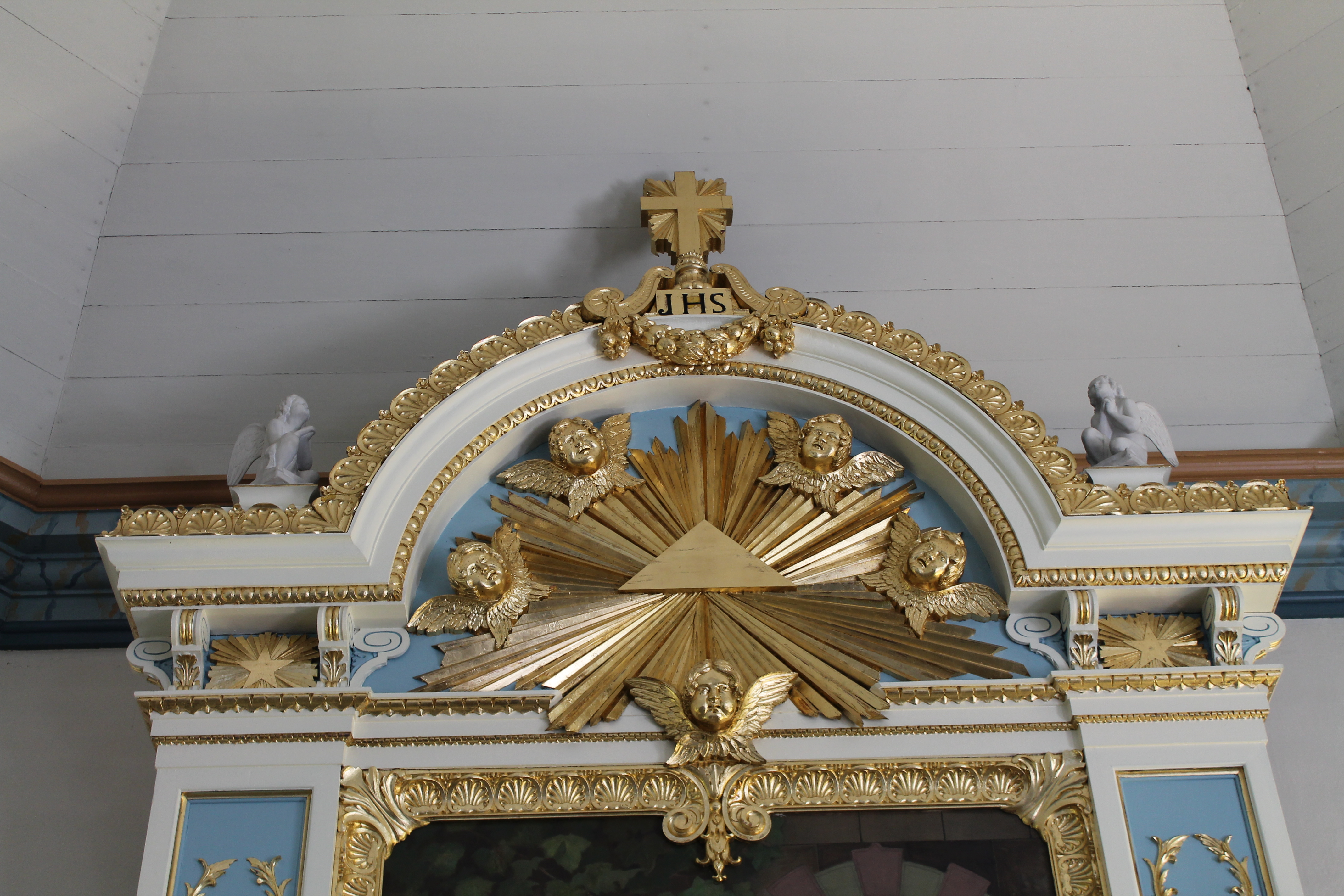
Altaruppställningens krön
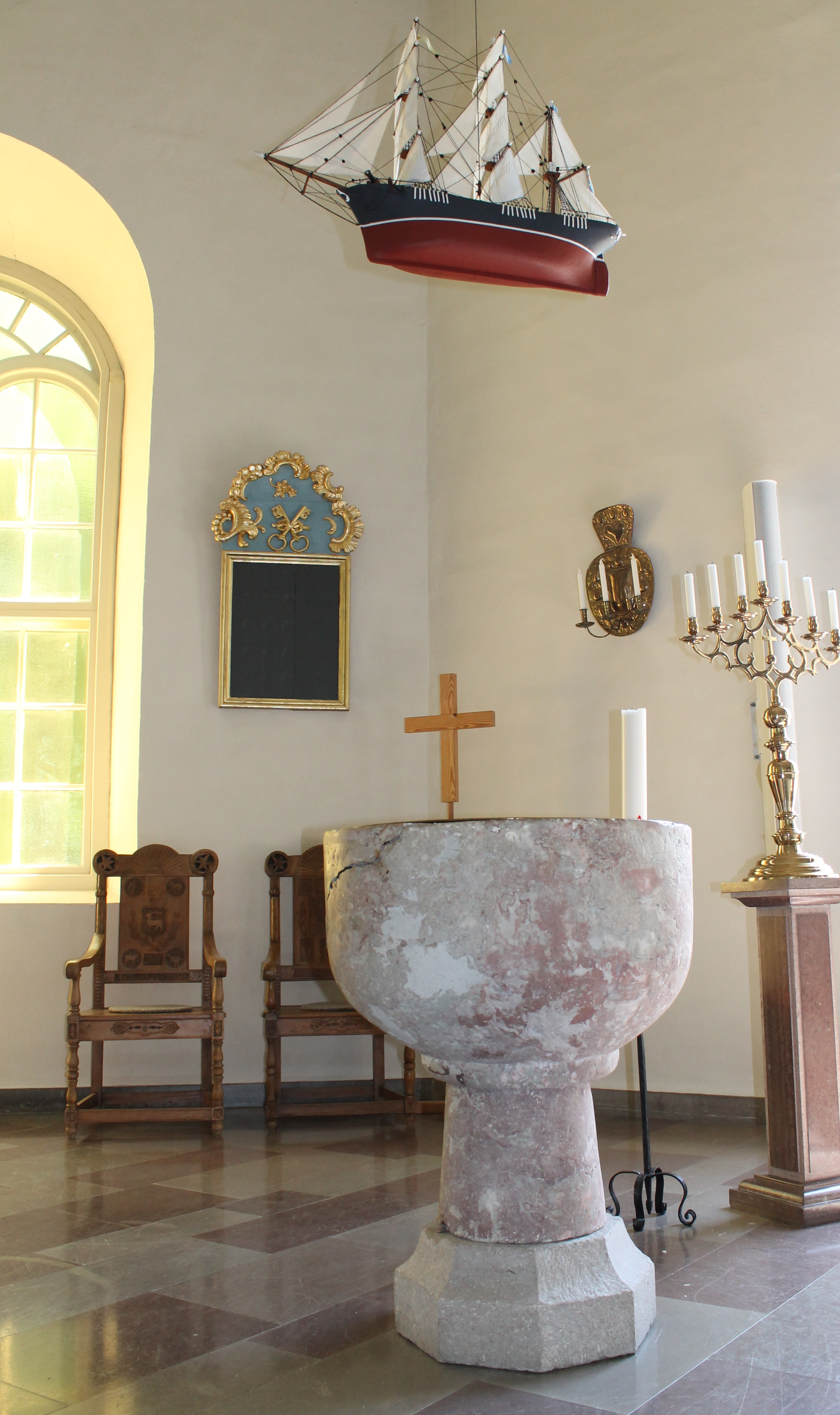
Den medeltida dopfunten.
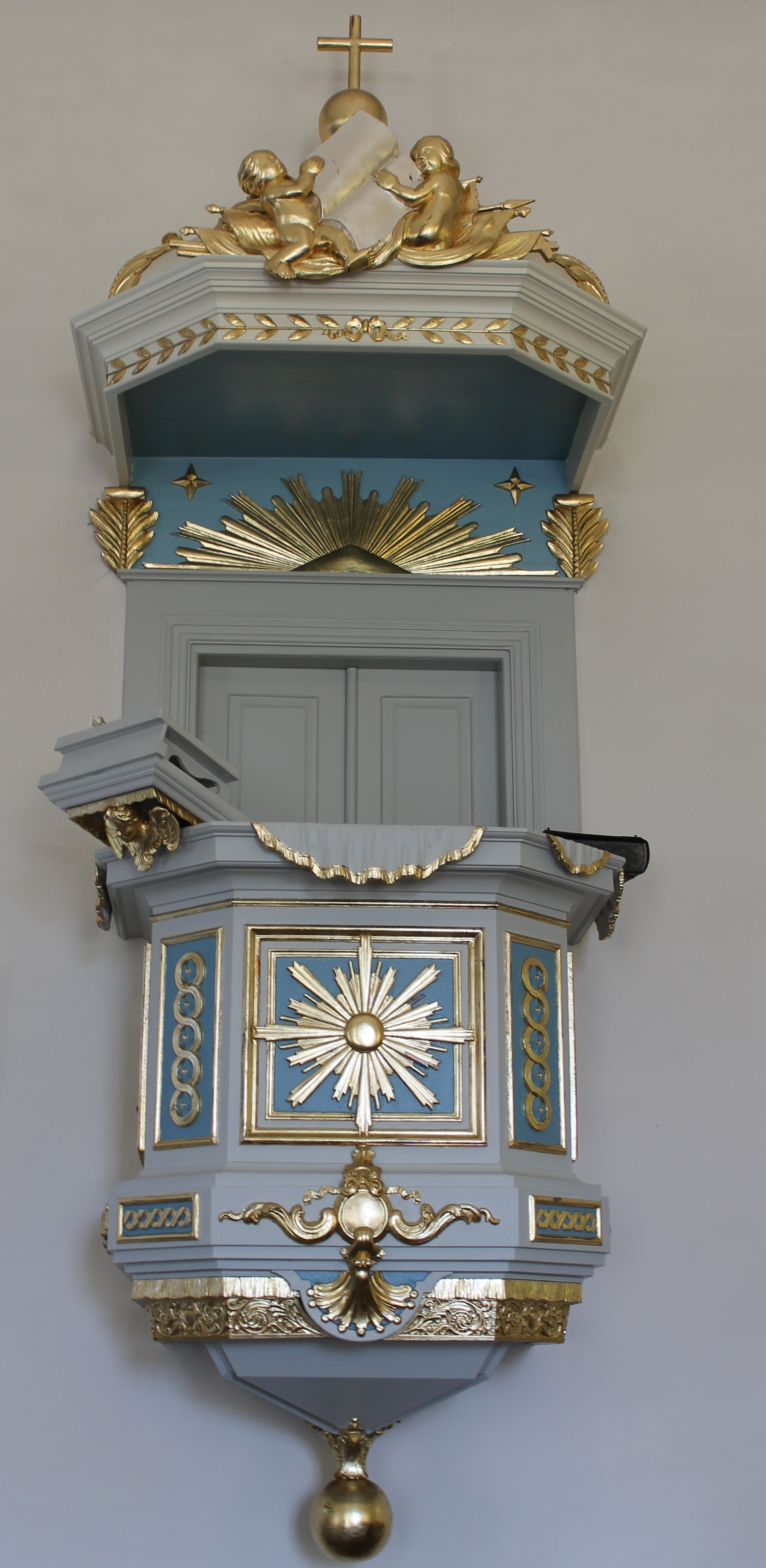
Predikstolen
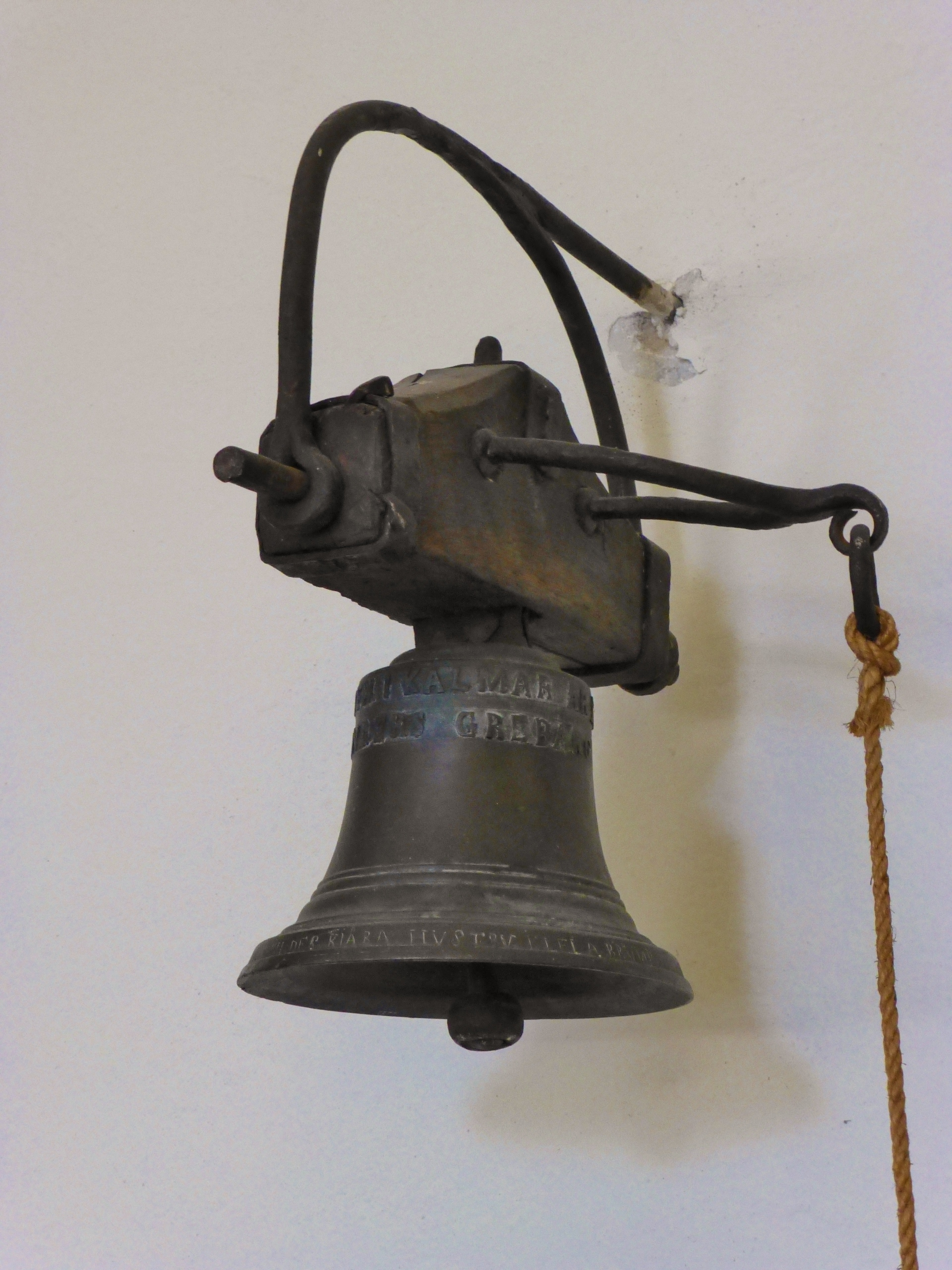
Primklocka
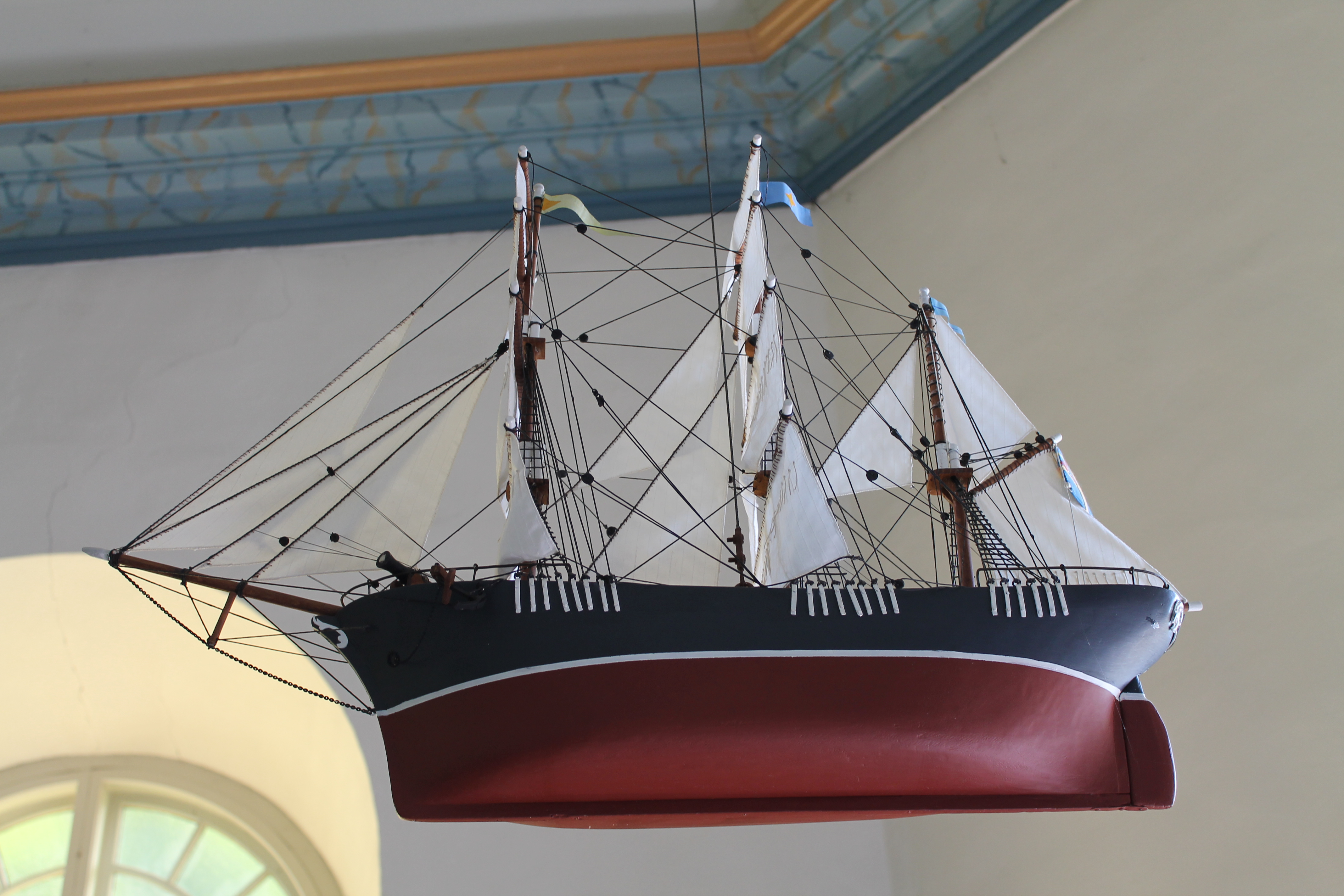
Votivskeppet

## Orgel

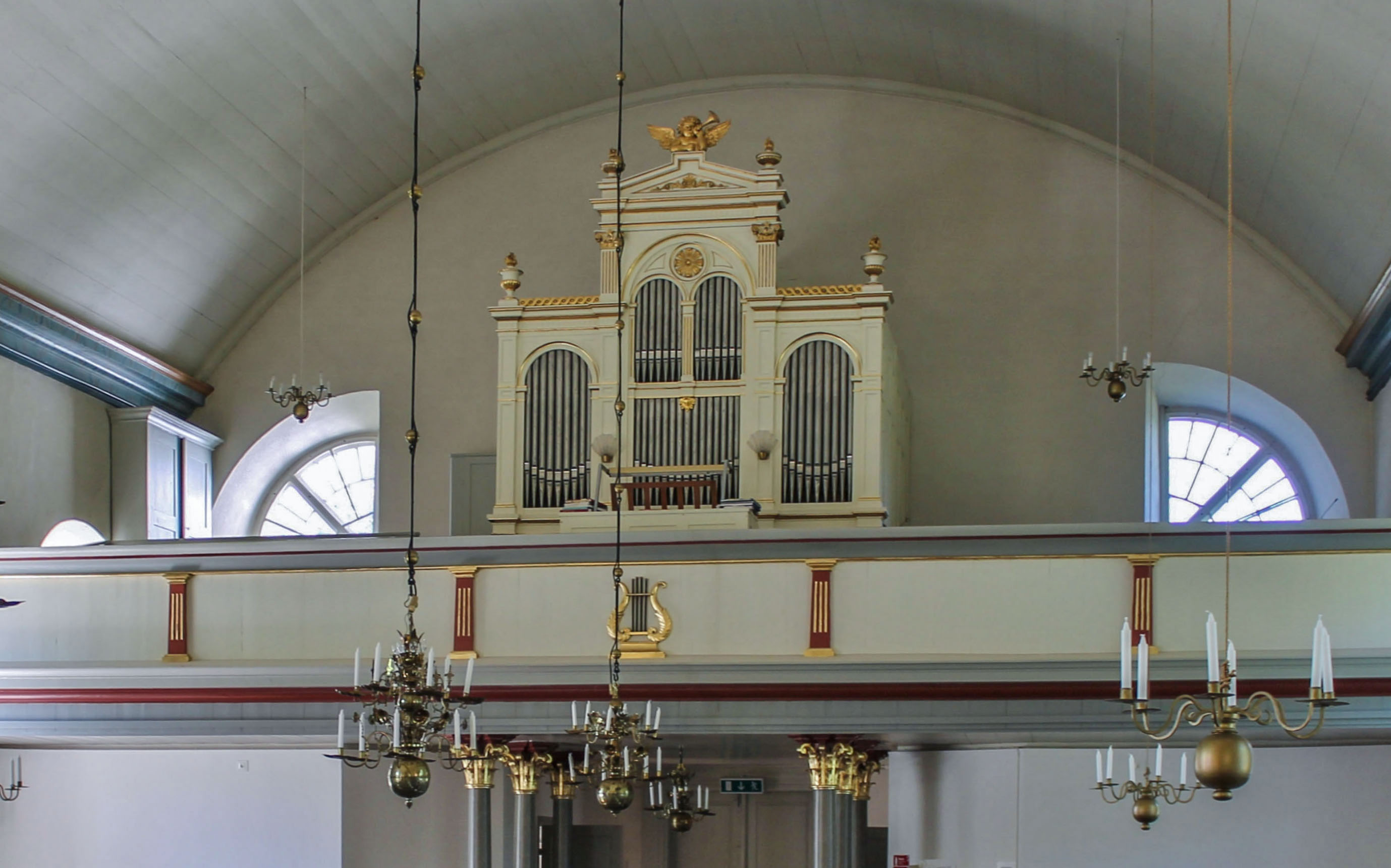
Läktarorgeln med fasad från 1876

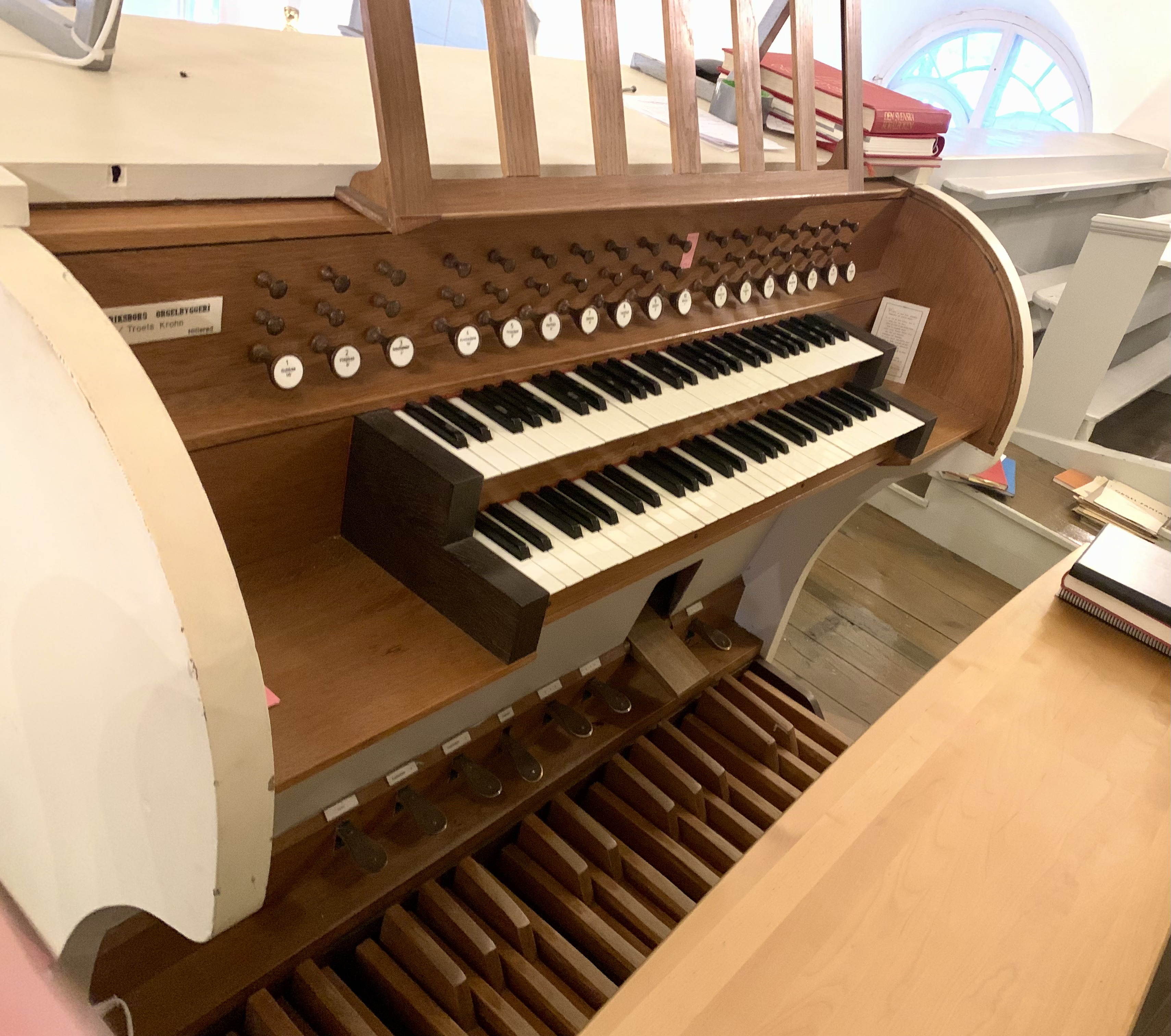
Orgelns spelbord från 1948

- 1876 uppförde firma Åkerman & Lund, Stockholm, ett orgelverk med tio stämmor till en kostnad av 5.300 kronor. Orgeln invigdes söndagen 5 november 1876.[4][5]

- En ny orgel med sjutton stämmor byggdes 1948 av Frederiksborg Orgelbyggeri, Hilleröd, bakom den tidigare orgelfasaden. Orgeln har mekanisk traktur och pneumatisk registratur med två fria kombinationer. Stora delar av pipverket från 1876 års orgel återanvändes.[6]

Disposition:
| Huvudverk (I) C-g3 | Svällverk (II) C-g3 | Pedal C-f1       | Koppel |
| Kvintadena 16′     | Gedakt 8′           | Subbas 16′ 1876  | I/P    |
| Principal 8’ 1876  | Fugara 8’ 1876      | Flöjtbas 8’ 1876 | II/P   |
| Rörflöjt 8’ 1876   | Principal 4’ 1876   | Gedaktpommer 4'  | II/I   |
| Oktava 4’ 1876     | Blockflöjt 4’       |                  |        |
| Täckflöjt 4’ 1876  | Waldflöjt 2'        |                  |        |
| Oktava 2' 1876     | Cymbel 3 chor       |                  |        |
| Mixtur 3-4 chor    | Trumpet 8' 1876     |                  |        |
|                    | Crescendosvällare   |                  |        |